# Friedrich Westermann (Landrat)
Friedrich Westermann (geboren am 16. September 1792 in Wesel; gestorben am 12. Dezember 1878 in Emmerich) war ein preußischer Verwaltungsjurist, 1817 vertretungsweise Landrat des Kreises Rees und zuletzt von 1823 bis 1849 Bürgermeister von Emmerich.

## Leben
Der Protestant Friedrich Westermann, studierte als Sohne eines Domänenrentmeisters in Erlangen und Heidelberg Rechtswissenschaften. Nachfolgend stand er als Bürochef im Dienst der Unterpräfektur Emmerich, bevor er 1816 Regierungssekretär bei der neu gebildeten und nur bis 1822 bestehenden Königlich Preußischen Regierung zu Kleve wurde. Von dort aus versah er vom 1. Februar bis Ende 1817 vertretungsweise die Verwaltung des Kreises Rees, zu dem auch Emmerich gehörte. Im weiteren Regierungsreferendar zu Kleve, war Westermann zuletzt von 1823 bis 1849 Bürgermeister der Stadt Emmerich.
Westermann war seit 1822 verheiratet.